# Safe condition, happiness & misery
|  | Denne artikel er oprettet af botten PalnaBot ud fra en ekstern database. Den kan derfor have sproglige fejl eller mangler. Denne skabelon kan fjernes efter kontrol af indholdet. |

Safe condition, happiness & misery er en kortfilm instrueret af Lars Mathisen efter manuskript af Lars Mathisen.

## Handling
Udstillingsdokumentar af videoinstallationen Happines & Misery: Århus 1999 og København 2000. Happines & Misery bevæger sig i et område mellem fremmedgørelse og indlevelse. Tre mennesker i en stue. Et konstrueret rum af bagprojektionslærreder; et interiør af fire synkrone DVD projicerede billeder. Et møbleret rum af blandet nordisk og indisk oprindelse. Dialogen et sammenstød mellem filosofiske forhandlinger og hidkastede sproglige hverdagsbrokker.